# Edgar Corredor
Edgar Corredor (24 februari 1960) is een Colombiaans wielrenner.

## Levensloop en carrière
Corredor werd prof in 1983. Zijn ploeg Teka werd in 1983 uitgenodigd voor de Ronde van Frankrijk. Corredor werd derde in twee bergritten en beeïndigde de Ronde op een zestiende plaats. In 1984 werd hij vijfde in de Ronde van Spanje. Zijn grootste overwinning is de Ronde van Aragon in 1991.

## Resultaten in voornaamste wedstrijden
| Jaar | Ronde van Italië | Ronde van Frankrijk | Ronde van Spanje |
| ---- | ---------------- | ------------------- | ---------------- |
| 1983 |                  | 16e                 |                  |
| 1984 |                  | opgave              | 5e               |
| 1985 |                  |                     |                  |
| 1986 |                  | opgave              | 37e              |
| 1987 |                  |                     |                  |
| 1988 |                  | 41e                 |                  |
| 1989 |                  |                     |                  |
| 1990 |                  |                     |                  |
| 1991 |                  |                     | opgave           |
| 1992 |                  |                     | 19e              |